# Округ Макдона (Илиноис)
Округ Макдона (енгл. McDonough County) је округ у америчкој савезној држави Илиноис.

## Демографија
По попису из 2010. године број становника је 32.612, што је 301 (-0,9%) становника мање 2000. године.
| Група             | 2000.          | 2010.          |
| Белци             | 30.284 (92,0%) | 28.979 (88,9%) |
| Афроамериканци    | 1.138 (3,5%)   | 1.642 (5,0%)   |
| Азијати           | 664 (2,0%)     | 580 (1,8%)     |
| Хиспаноамериканци | 488 (1,5%)     | 867 (2,7%)     |
| Укупно            | 32.913         | 32.612         |